# 永澤寺
永澤寺（ようたくじ）は、兵庫県三田市永沢寺にある曹洞宗の寺院。山号は青原山。本尊は釈迦如来、大日如来、阿弥陀如来。三田市の山間部の高地にあり、摂津国と丹波国との境目に位置する。

## 歴史
当寺がある三国山の地は、そもそもは山伏修験者にとって要衝の地であった。そこに、応安3年（1370年）に後円融天皇の命により細川頼之によって七堂伽藍が整えられ、当寺が創建された。その際、通幻寂霊禅師が招かれて開山となっている。創建後には後円融天皇の勅願所とされた。
また、法道仙人によって開かれたと伝える天王寺という修験の古刹が三国山の南麓にあったが、南北朝時代の頃に火災で焼失した。その後、間もなくして同じ場所に寺院が建立されたが、それが当寺であるとの伝承が今に伝わっている。
曹洞宗に属し、大本山總持寺（現・神奈川県横浜市鶴見区）の直末である。末寺は17カ寺で通幻禅師ゆかりの寺院は8,900カ寺を数える。これを通幻派といい、曹洞宗がわが国有数の教団になるもととなっている。
当寺は通幻禅師ゆかりの寺院であったため、江戸時代の寛永6年（1629年）に江戸幕府が初めて曹洞宗に僧録制を発布した際には、丹波国、丹後国、摂津国、播磨国、但馬国にある曹洞宗寺院の僧録に任命されている。
明和7年（1770年）頃、当寺が開かれてから2度目となる火災に遭い、諸堂が全焼している。その後、安永7年（1778年）に開祖堂、本堂、庫裏が再建されている。
当寺は6町歩の寺有林を活用して「三田霊園」と「さんだ動物霊園」を所有している。
当寺に在籍する修行僧は蕎麦を主食とし、現在は「永沢寺そば」として名物になっている また、花しょうぶ園とぼたん園が併設されている。。なお、寺名は仏教で一般的な呉音読みで「ようたくじ」と読むが、当寺が所在する地名は同じ漢字を使うが漢音読みで「えいたくじ」と読む。
花しょうぶ園の隣には植物園「花のじゅうたん」がある。

## 境内
- 本堂 - 安永7年（1778年）再建。本尊は釈迦如来坐像、大日如来坐像、阿弥陀如来坐像の三体となっている[9]。
- 鐘楼
- 妙高閣 - 1994年（平成6年）建立。内部は坐禅堂、観音堂、ガンダーラ彫刻展示室となっている[9]。
  - 坐禅堂
  - 観音堂 - 大観世音菩薩立像、奈良県の信貴山朝護孫子寺本尊の分身である毘沙門天像を祀る[9]。
  - ガンダーラ彫刻展示室
- 秋葉殿 - 秋葉三尺坊大権現を祀る[9]。
- 開祖堂 - 安永7年（1778年）再建[9]。
- 庫裏 - 安永7年（1778年）再建[9]。
- 西国三十三所石仏群[7]
- 十三重石塔
- 山門（仁王門） - 1965年（昭和40年）再建。二対四尊の永澤寺式仁王尊を祀る[9]。
- 放生池
- 金鶏門 - 1965年（昭和40年）再建[9]。
- 勅使門 - 台風で壊れた後、1965年（昭和40年）再建[9]。茅葺きの勅使門は全国で2カ所しかないといわれる。
- 玉兎門 - 1965年（昭和40年）再建[9]。
- 花しょうぶ園 - 遠遊式庭園[8]。
- 牡丹園 - 遠遊式庭園[8]。
- 三田霊園 - 当寺所有の霊園[10][11]。
- 涅槃仏石像
- さんだ動物霊園

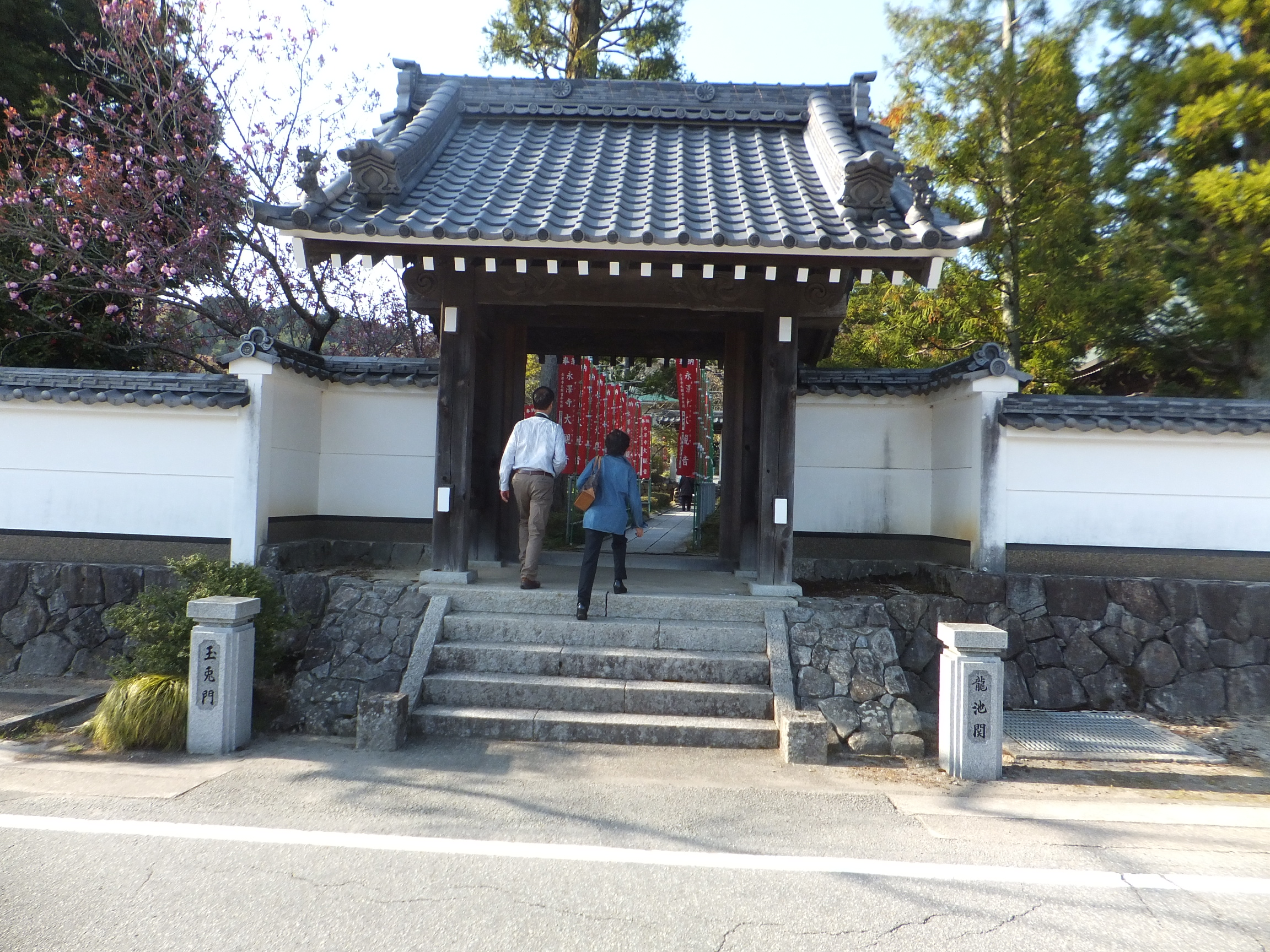
正門
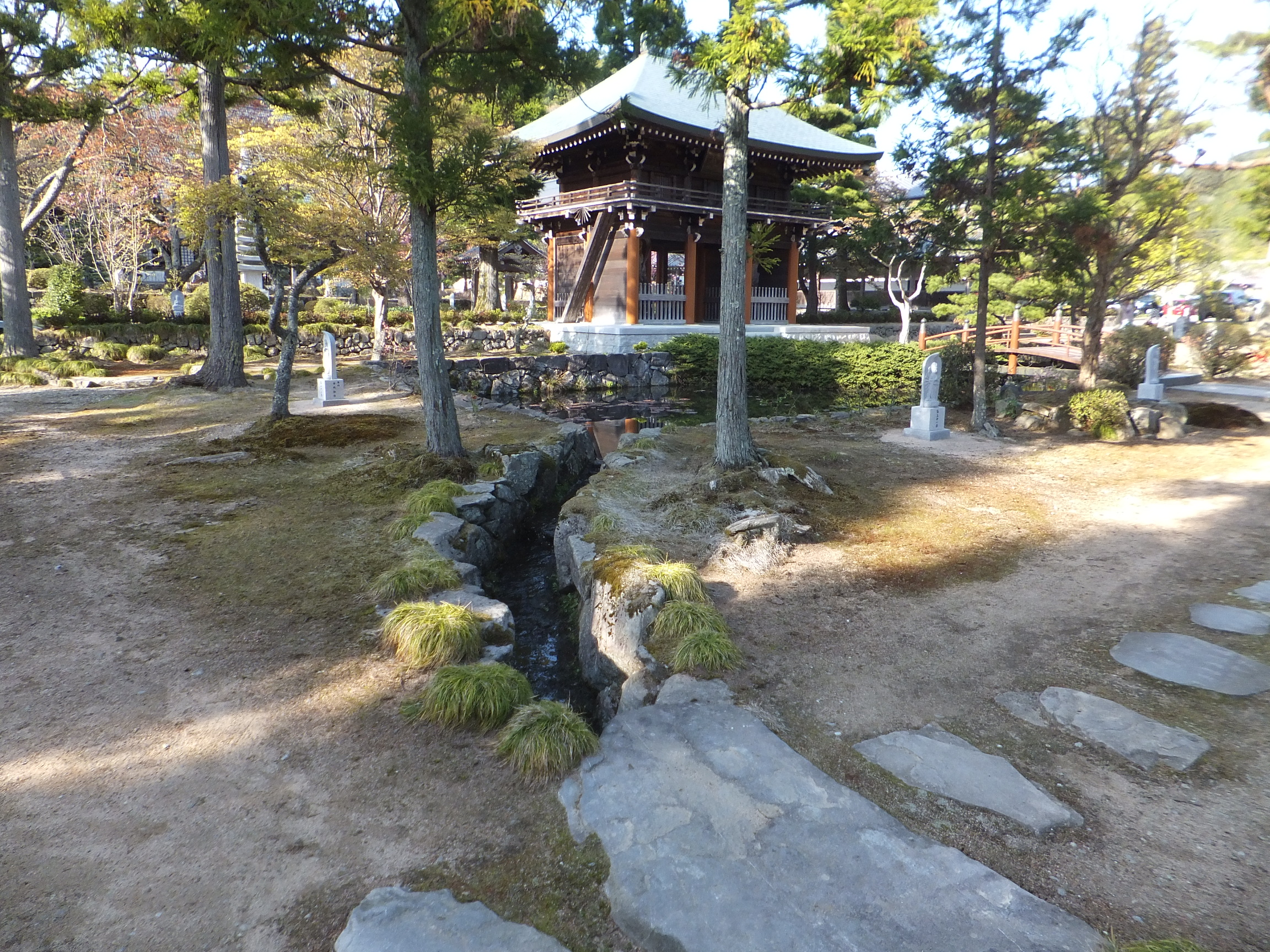
境内
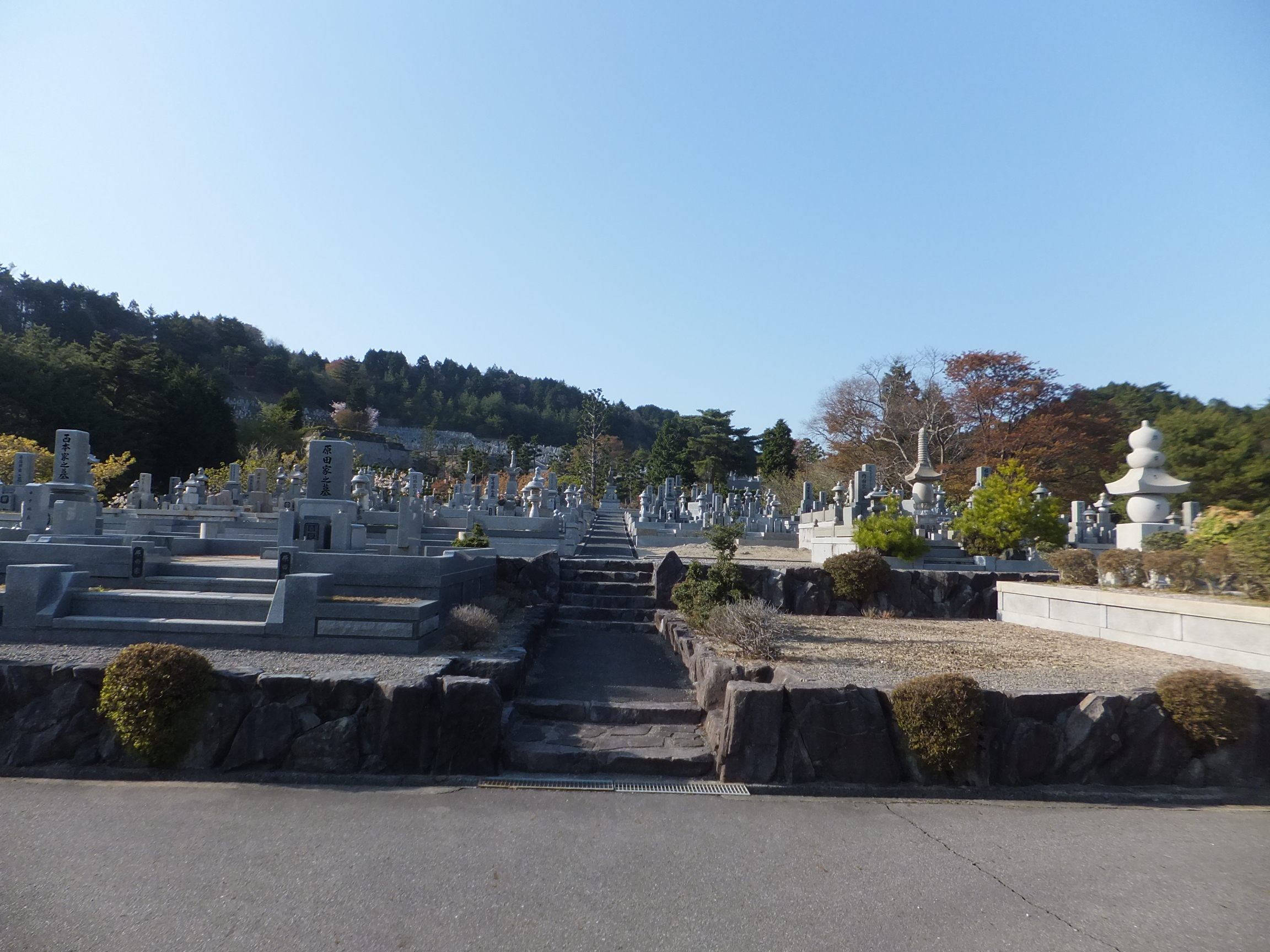
三田霊園
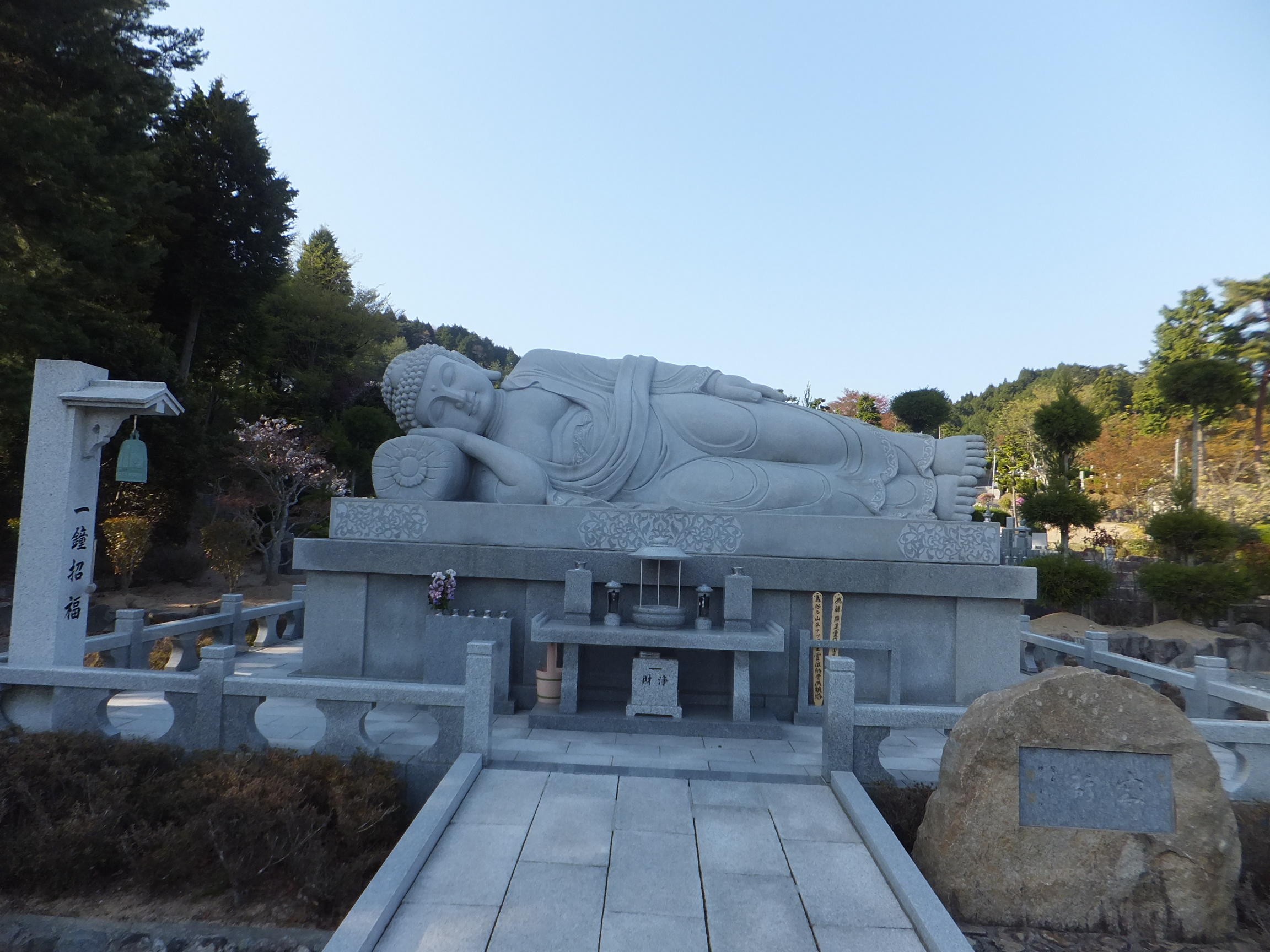
三田霊園にある永代供養墓の寂静苑
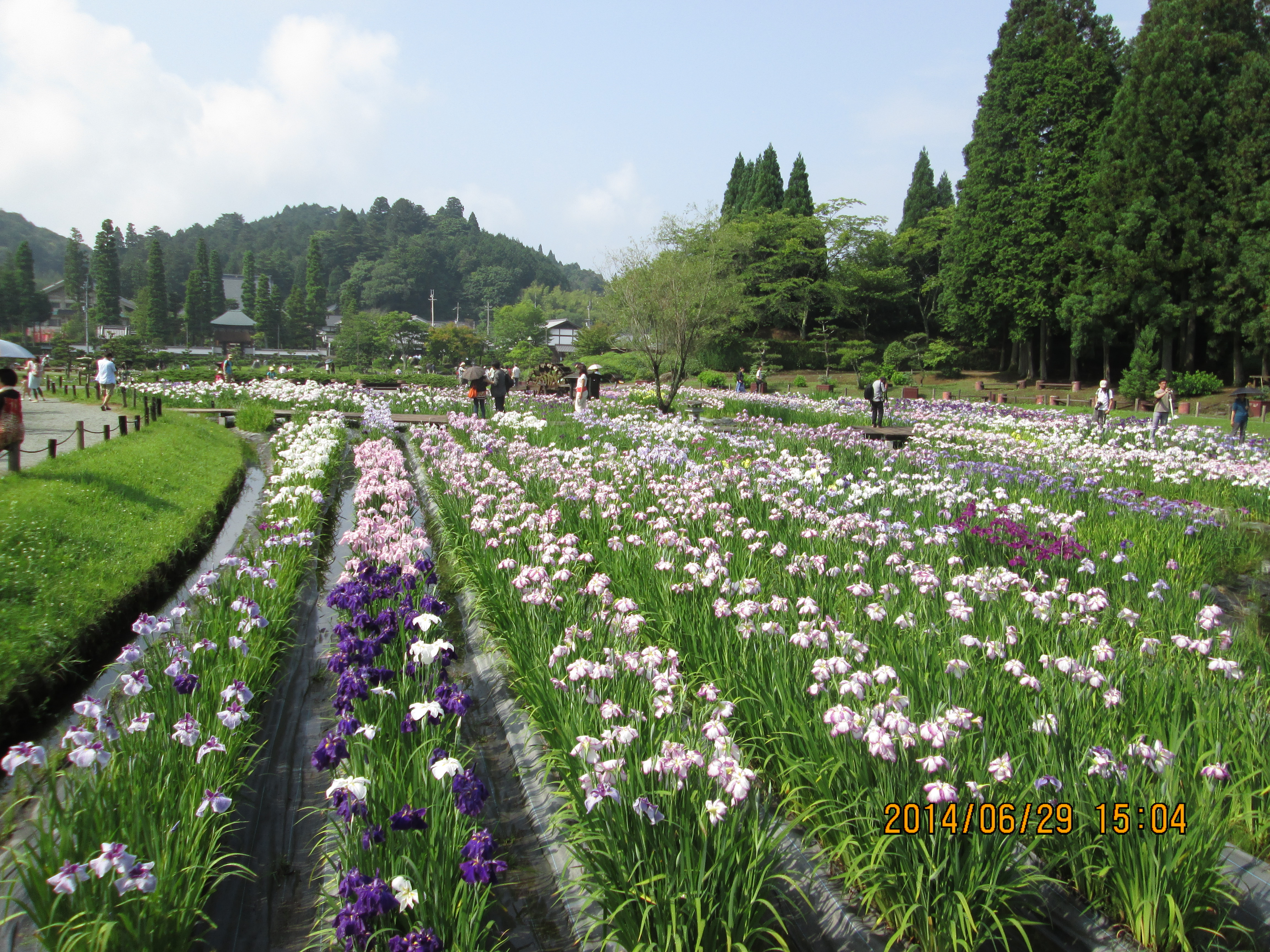
ぼたん園
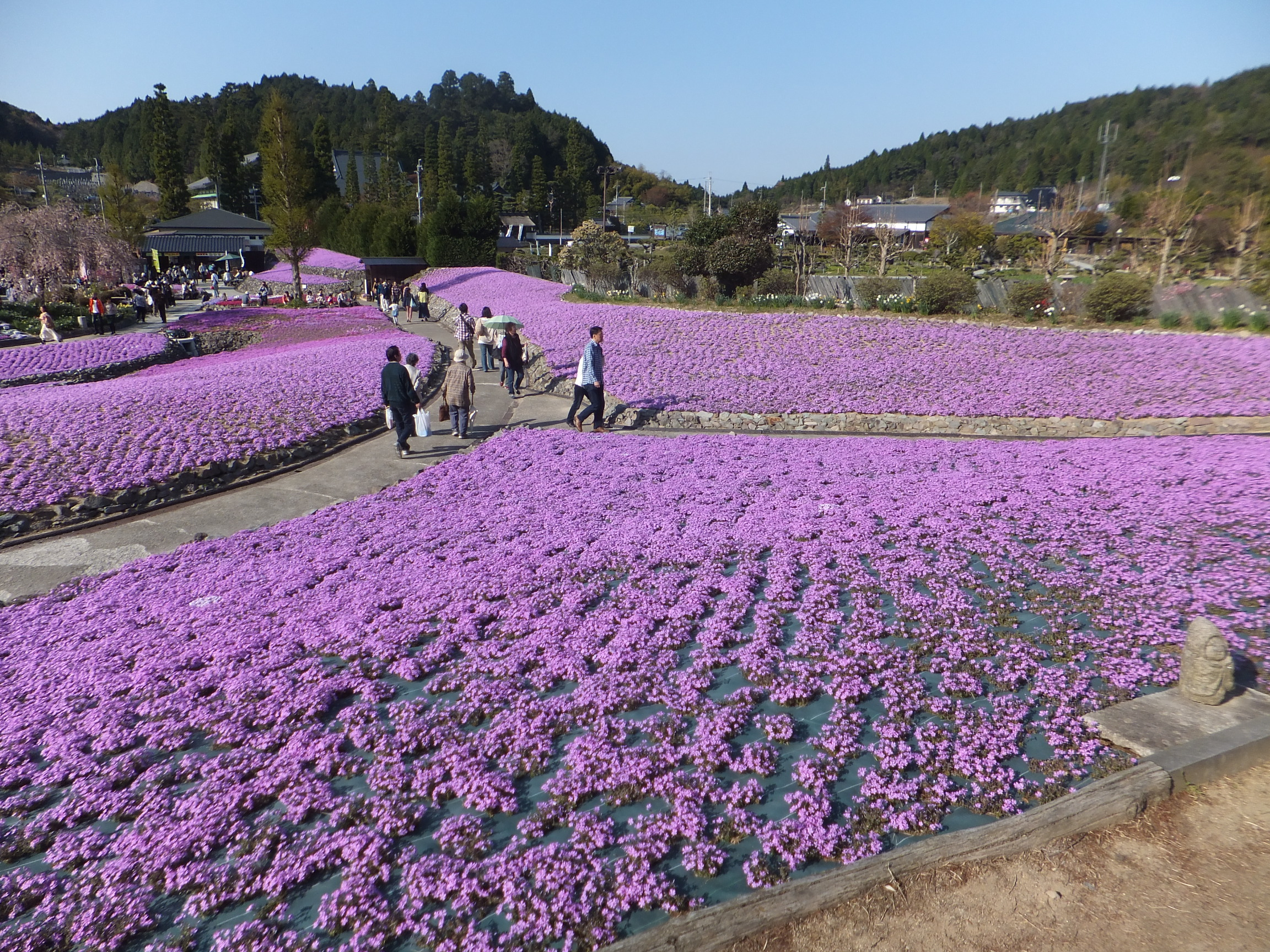
芝桜

## 前後の札所
関西花の寺二十五霊場
10 忉利天上寺　-　11 永澤寺　-　12 久安寺

## 所在地
- 兵庫県三田市永沢寺211

## アクセス
- JR福知山線・神戸電鉄三田線 三田駅からバスで約40分、永沢寺下車すぐ。
- 舞鶴若狭自動車道丹南篠山口インターチェンジから南へ約13キロメートル、または中国自動車道神戸三田インターチェンジから北へ約18キロメートル。